# ینس استولتنبرگ
ینس استولتنبرگ (به نروژی: Jens Stoltenberg) (زادهٔ ۱۶ مارس ۱۹۵۹)، سیاستمدار نروژی، نخست‌وزیر سابق این کشور و دبیرکل ناتو از سال ۲۰۱۴ تا ۲۰۲۴ بود. او عضو حزب کارگر نروژ است.
استولتنبرگ تا پیش از شکست در انتخابات سپتامبر ۲۰۱۳، به مدت ۱۰ سال نخست‌وزیر نروژ بود.
استولتنبرگ در ۲۸ مارس ۲۰۱۴ به عنوان جانشین آندرس فو راسموسن دبیرکل سازمان پیمان آتلانتیک شمالی (ناتو) انتخاب شد و از اول اکتبر ۲۰۱۴ کار خود را رسماً آغاز کرد.

مأموریت استولتنبرگ در این جایگاه در سال ۲۰۱۹ برای دو سال دیگر تمدید شد.

## پیشینه
ینس استولتنبرگ، پسر سیاستمدار حزب کارگر نروژ و وزیر خارجه سابق نروژ (۱۹۹۰–۱۹۹۳م) توروالد استولتنبرگ، است. از همان زمانی که ینس، در دورهٔ بین سالهای ۱۹۸۵ تا ۱۹۸۹م، به رهبری سازمان جوانان حزب کارگر انتخاب شد، بسیاری آینده او را به عنوان رهبر بعدی حزب کارگر پیش‌بینی کردند. در فضای چنین انتظاری، ینس پلکان ترقی حزب را به سرعت و آسانی صعود کرد. یک سال پس از کنار رفتن، از رهبری سازمان جوانان، ینس رهبری حزب در اسلو، که طبق سنت، مهمترین حوزهٔ حزب کارگر نروژ به حساب می‌آید را نصیب خود کرد. دو سال بعد، ینس معاون رهبر حزب بود. بعدها روشن شد که رهبر وقت حزب، یعنی گرو هارلم بروندلاند، ینس را از همان زمان، به عنوان رهبر در نظر گرفته بود.
ینس استولتنبرگ، همزمان با رهبری سازمان جوانان حزب کارگر نروژ، به تحصیل در رشتهٔ اقتصاد مشغول بود؛ و در سال ۱۹۸۷م، با دریافت مدرک کارشناسی از دانشگاه اسلو، فارغ‌التحصیل شد. ینس، همان سال با (اینگرید شولرود)، دختر یک نویسنده و کارگردان نروژی ازدواج کرد. سپس وی مدت کوتاهی در رشته تخصصی خود، در آژانس مرکزی آمار نروژ مشغول کار بود؛ و در همین مدت کوتاه موفق شد، یک گزارش جامع در مورد چگونگی مدیریت ثروت نفت در نروژ تهیه کند.

## مسائل امنیتی
انتخاب ینس استولتنبرگ، در سال ۲۰۱۴م، به عنوان دبیرکل ناتو، موجب شگفتی بسیاری شد. چرا که تا آن زمان، از وی، علاقه خاصی به مسائل امنیتی، مشاهده نشده بود. هرگز کسی نشنیده بود که وی به احراز یک پست عالی در صحنه بین‌المللی، ابراز علاقه کرده باشد.

با این حال، زمانی که به ابتکار آنگلا مرکل، صدراعظم آلمان و باراک اوباما، رئیس‌جمهور وقت ایالات متحده؛ به وی پیشنهاد قبول چنین مسئولیتی شد، نیازی به اصرار نبود. مسئولیتی که با انتظارات معمول قبلی تفاوت داشت.

زمانی که ینس استولتنبرگ، در مقام دبیرکل ناتو، آغاز به کار کرد، مصادف با الحاق کریمه به فدراسیون روسیه؛ و وخامت روابط بین روسیه و ناتو، بود. در چنین شرایطی، یکی از تکالیف استولتنبرگ، ترغیب کشورهای عضو پیمان، به اعمال بیانیه ای بود که خود این کشورها به نفع افزایش بودجه دفاعی، در نشست سال ۲۰۱۴م، در ولز صادر کرده بودند. 

با پیروزی دونالد ترامپ، در انتخابات ریاست جمهوری ایالات متحده آمریکا، در سال ۲۰۱۶م، این تکلیف سنگین تر شد؛ زیرا رئیس‌جمهور جدید آمریکا، معتقد بود که اروپا برای دفاع از خود باید سهم بیشتری بپردازد و هم‌زمان تمایل بی چون و چرای آمریکا برای دفاع از اروپا را زیر سؤال برد. 
 در این موقعیت، استولتنبرگ، حفظ اتحاد بین کشورهای عضو را وظیفه اصلی خود قرار داد؛ و در انجام این وظیفه چنان موفق بود که دورهٔ زمامداری وی در ناتو، در سال ۲۰۱۹م، برای دو سال دیگر تمدید شد.